# Асо Таро
Асо Таро (яп. 麻生太郎, あそうたろう; нар. 20 вересня 1940) — японський політик і підприємець, 23-й голова Ліберально-демократичної партії Японії з 22 вересня 2008 і голова партійної фракції Асо, 92-й Прем'єр-міністр Японії з 24 вересня 2008 року по 16 вересня 2009 року.
Асо обирався депутатом Палати Представників Парламенту Японії 9 скликань; займав посади генерального директора Агенції економічного планування Японії (1996–1997), голів Міністерства внутрішніх справ і комунікацій (2003–2005) та Міністерства закордонних справ Японії (2005–2007). Він також виконував обов'язки голови політичного відділу ЛДП (2001–2003) та займав пост генерального секретаря ЛДП (серпень 2007 — вересень 2008).
26 грудня 2012 призначений заступником прем'єра та міністром фінансів у другому кабінеті Сіндзо Абе.

## Життєпис

### Молоді роки
Народився 20 вересня 1940 в місті Іїдзука префектури Фукуока, в Японії. Він був старшим сином у сім'ї Асо Такакіті, президента гірничої компанії «Промисловість Асо» та близького товариша Прем'єр-міністра Японії Танаки Какуея. Матір'ю хлопця була Асо Кадзуко, донька Прем'єр-міністра Японії Йосіди Сіґеру. Своє ім'я новонароджений отримав від діда, якого також звали Асо Таро.
У віці 9 років Асо покинув рідне місто і переїхав до Токіо, де навчався у елітній школі Ґакусюін.
В березні 1963 року майбутній прем'єр закінчив навчання на факультеті політики та економіки Університету Ґакусюін, після чого проходив стажування в Стенфордському університеті в США та Лондонській школі економіки в Великій Британії. В серпні 1966 року, по поверненню додому, Асо Таро поступив на службу в родинне підприємство, Компанію Асо, а з 1973 року став виконувати обов'язки її президента. На цій посаді він провів переорієнтацію бізнесу з гірництва на цементу промисловість. У 1976 році, продовжуючи обіймати посаду президента компанії, молодий Асо брав участь в Літніх Олімпійських іграх в Монреалі в складі стрілецької збірної Японії і зайняв під час змагань 41 місце.
Протягом 1978 був головою Японської федерації молодих лідерів та підприємців.

### Політична кар'єра
В жовтні 1979 на 35-х виборах до Палати Представників Парламенту Японії Асо Таро був обраний по 2-му округу префектури Фукуока від Ліберально-демократичної партії Японії (ЛДП). З того часу він переобирався до вищого законодавчого органу країни ще вісім разів. У грудні 1988 року як парламентський наглядач Асо займав посаду віце-міністра освіти.
З березня по грудень 1990 завідував відділом освіти ЛДП, а з грудня 1992 по серпень 1993 — Відділом закордонних справ ЛДП. Паралельно він головував у комітеті у справах гірництва (1991) та комітету закордонних справ (1991–1993) Палати Представників.
7 листопада 1996 вперше призначений до Кабінету Міністрів Хасімото Рютаро на посаду державного міністра, генерального директора Агенції економічного планування. Він пропрацював на ній до 11 листопада 1997 року.
Після розпуску уряду, Асо очолив парламентський комітет з питань структурного реформування фінансової системи (1998). В листопаді 1999 року він заснував власну фракцію в складі ЛДП, «Товариство політики» (為公会), заявивши про свій намір очолити партію.
Протягом січня — квітня 2001 перебував в уряді Морі Йосіро на посаді державного міністра, відповідального за економічну та фінансову політику, а після відставки Морі, вступив в боротьбу за верховенство в ЛДП. На виборах голови партії в квітні 2004 року Асо поступився Коїдзумі Дзюнітіро, але очолив партійний Політичний відділ.
22 вересня 2003 року Асо Таро увійшов до складу Кабінету Коїдзумі, зайнявши посаду голови Міністерства внутрішніх справ і комунікацій. Рівно через рік довкола міністра виник скандал щодо несплати ним внесків до японського пенсійного фонду. Попри це, Асо користувався довірою прем'єра Коїдзумі і 31 жовтня 2005 року був призначений на посаду голови Міністерства закордонних справ Японії. Це призначення відбувалося на тлі похолодання японсько-китайських стосунків через відвідини прем'єром контроверсійного святилища Ясукуні. Хоча святилище служить місцем вшановування японських військових і політиків, полеглих у Другій світовій війні, офіційний Пекін вбачає в ньому пам'ятник мілітаристській Японії. Наприкінці червня — початку липня 2006 року він перебував з офіційним візитом в Україні.
У вересні 2006 року, після відставки Коїдзумі, Асо в черговий раз вступив у боротьбу за лідерство в ЛДП, але програв Генеральному секретарю Кабінету Міністрів Абе Сіндзо. Однією з причин поразки зазначалась непоступливість Асо в питаннях японсько-китайських відносин, які різко погіршились за урядування Коїдзумі. На противагу цьому Абе бачився виборцям м'яким і поступливим політиком, здатним нормалізувати відносин між обома країнами.
20 березня 2007 року Асо отримав пам'ятний знак від Палати Представників за 25-річну роботу в стінах японського Парламенту.
Після відставки прем'єра Абе 14 вересня 2007 року розпочались нові вибори голови ЛДП. На них Асо в черговий раз програв, поступившись колишньому генеральному секретарю, «сірому кардиналу» партії, Фукуді Ясуо.
В серпні 2007 року Асо очолив Генеральний секретаріат ЛДП, а після відставки Фукуди, 22 вересня 2008 року здобув перемогу на виборах голови партії. 24 вересня 2008 року його кандидатуру на пост Прем'єр-міністра Японії затвердила Палата Представників.. Того ж дня Асо особисто оголосив спикок членів свого Кабінету.

### Прем'єрство
Практично відразу після вступу на посаду Асо, восени 2008 року, почалася світова економічна криза, яка відбилася і на орієнтованій на експорт економіці Японії. У листопаді 2008 року уряд Японії оголосив про початок рецесії в країні, а за наслідками першого кварталу 2009 року ВВП країни в річному вимірі скоротився на 14,2 відсотка. Також в Японії посилилася дефляція і стало рости безробіття, яке в травні 2009 року склало 5,2 відсотка. За оцінками експертів, криза в Японії стала найважчою після закінчення Другої світової війни. Це привело до того, що в червні 2009 року рейтинг уряду Асо впав до 17,5 відсотка (за опитуванням Kyodo News), і багато членів ЛДП зажадали відставки свого лідера.
12 липня 2009 року в Токіо пройшли муніципальні вибори, які часто називали «барометром» рейтингу партій на прийдешніх загальних виборах. У Токіо ЛДП отримала 38 місць проти 54 у основного суперника — ДП. Це стало п'ятою поспіль поразкою ЛДП на місцевих виборах, Асо оголосив про розпуск нижньої палати парламенту, намічений на 21 липня, і дострокові загальні вибори, які мали відбутися 30 серпня 2009 року, — на два місяці раніше запланованого терміну. Відразу після заяви прем'єр-міністра Демократична партія Японії, Комуністична партія, Соціал-демократична партія і «Кокумін Синто» (Нова народна партія) оголосили про вотум недовіри уряду країни, проте нижня палата парламенту Японії, контрольована ЛДП, наклала на нього вето.
30 серпня 2009 року ДП отримала перемогу на виборах в нижню палату парламенту. Якщо до виборів ЛДП належали в ній 300 з 480 місць, а ДП — 112, то після оголошення результатів в новому складі ДП дісталося 308, а ЛДП — 119 місць. Підсумки виборів в пресі назвали історичною поразкою ЛДП, яка з часів свого заснування в 1955 році лише один раз поступалася владою в середині 1990-х років. Експерти відзначали, що новий уряд може легко проводити реформи завдяки більшості в обох палатах парламенту, що не вистачало ЛДП, всі законодавчі ініціативи якої стикалися з опозицією демократів після їхньої перемоги на виборах у верхню палату парламенту в 2007 році.
Після цієї поразки Асо оголосив про те, що йде з посади голови ЛДП. Він і весь кабінет міністрів залишили свої пости 16 вересня 2009 року. Того ж дня парламент Японії вибрав новим прем'єр-міністром лідера демократів Юкіо Хатояму.

## Родинне дерево
| Окубо Тосіміті | Окубо Тосіміті | Окубо Тосіміті | Окубо Тосіміті | Окубо Тосіміті | Окубо Тосіміті |       |       | Місіма Мітіцуне | Місіма Мітіцуне | Місіма Мітіцуне | Місіма Мітіцуне | Місіма Мітіцуне | Місіма Мітіцуне |               |               |               |               |          |          |              |              |              |              |              |              |        |        |                |                |                |                |                 |                 |                 |                 |                 |                 |
| Окубо Тосіміті | Окубо Тосіміті | Окубо Тосіміті | Окубо Тосіміті | Окубо Тосіміті | Окубо Тосіміті |       |       | Місіма Мітіцуне | Місіма Мітіцуне | Місіма Мітіцуне | Місіма Мітіцуне | Місіма Мітіцуне | Місіма Мітіцуне |               |               |               |               |          |          |              |              |              |              |              |              |        |        |                |                |                |                |                 |                 |                 |                 |                 |                 |
| Макіно Нобуакі | Макіно Нобуакі | Макіно Нобуакі | Макіно Нобуакі | Макіно Нобуакі | Макіно Нобуакі |       |       | Мінеко          | Мінеко          | Мінеко          | Мінеко          | Мінеко          | Мінеко          |               |               |               |               |          |          | Асо Такакіті | Асо Такакіті | Асо Такакіті | Асо Такакіті | Асо Такакіті | Асо Такакіті |        |        |                |                |                |                |                 |                 |                 |                 |                 |                 |
| Макіно Нобуакі | Макіно Нобуакі | Макіно Нобуакі | Макіно Нобуакі | Макіно Нобуакі | Макіно Нобуакі |       |       | Мінеко          | Мінеко          | Мінеко          | Мінеко          | Мінеко          | Мінеко          |               |               |               |               |          |          | Асо Такакіті | Асо Такакіті | Асо Такакіті | Асо Такакіті | Асо Такакіті | Асо Такакіті |        |        |                |                |                |                |                 |                 |                 |                 |                 |                 |
|                |                |                |                |                |                |       |       |                 |                 |                 |                 |                 |                 |               |               |               |               |          |          |              |              |              |              |              |              |        |        |                |                |                |                |                 |                 |                 |                 |                 |                 |
|                |                |                |                | Юкіко          | Юкіко          | Юкіко | Юкіко | Юкіко           | Юкіко           |                 |                 | Йосіда Сіґеру   | Йосіда Сіґеру   | Йосіда Сіґеру | Йосіда Сіґеру | Йосіда Сіґеру | Йосіда Сіґеру |          |          | Асо Таро     | Асо Таро     | Асо Таро     | Асо Таро     | Асо Таро     | Асо Таро     |        |        |                |                |                |                |                 |                 |                 |                 |                 |                 |
|                |                |                |                | Юкіко          | Юкіко          | Юкіко | Юкіко | Юкіко           | Юкіко           |                 |                 | Йосіда Сіґеру   | Йосіда Сіґеру   | Йосіда Сіґеру | Йосіда Сіґеру | Йосіда Сіґеру | Йосіда Сіґеру |          |          | Асо Таро     | Асо Таро     | Асо Таро     | Асо Таро     | Асо Таро     | Асо Таро     |        |        |                |                |                |                |                 |                 |                 |                 |                 |                 |
|                |                |                |                |                |                |       |       |                 |                 |                 |                 |                 |                 |               |               |               |               |          |          |              |              |              |              |              |              |        |        |                |                |                |                |                 |                 |                 |                 |                 |                 |
|                |                |                |                |                |                |       |       |                 |                 |                 |                 |                 |                 |               |               |               |               |          |          |              |              |              |              |              |              |        |        |                |                |                |                |                 |                 |                 |                 |                 |                 |
| Йосіда Кен'іті | Йосіда Кен'іті | Йосіда Кен'іті | Йосіда Кен'іті | Йосіда Кен'іті | Йосіда Кен'іті |       |       | Кадзуко         | Кадзуко         | Кадзуко         | Кадзуко         | Кадзуко         | Кадзуко         |               |               |               |               |          |          | Асо Такакіті | Асо Такакіті | Асо Такакіті | Асо Такакіті | Асо Такакіті | Асо Такакіті |        |        | Судзукі Дзенко | Судзукі Дзенко | Судзукі Дзенко | Судзукі Дзенко | Судзукі Дзенко  | Судзукі Дзенко  |                 |                 |                 |                 |
| Йосіда Кен'іті | Йосіда Кен'іті | Йосіда Кен'іті | Йосіда Кен'іті | Йосіда Кен'іті | Йосіда Кен'іті |       |       | Кадзуко         | Кадзуко         | Кадзуко         | Кадзуко         | Кадзуко         | Кадзуко         |               |               |               |               |          |          | Асо Такакіті | Асо Такакіті | Асо Такакіті | Асо Такакіті | Асо Такакіті | Асо Такакіті |        |        | Судзукі Дзенко | Судзукі Дзенко | Судзукі Дзенко | Судзукі Дзенко | Судзукі Дзенко  | Судзукі Дзенко  |                 |                 |                 |                 |
|                |                |                |                |                |                |       |       |                 |                 |                 |                 |                 |                 |               |               |               |               |          |          |              |              |              |              |              |              |        |        |                |                |                |                |                 |                 |                 |                 |                 |                 |
|                |                |                |                |                |                |       |       |                 |                 |                 |                 |                 |                 |               |               |               |               |          |          |              |              |              |              |              |              |        |        |                |                |                |                |                 |                 |                 |                 |                 |                 |
| Принц Мікаса   | Принц Мікаса   | Принц Мікаса   | Принц Мікаса   | Принц Мікаса   | Принц Мікаса   |       |       | Принцеса Мікаса | Принцеса Мікаса | Принцеса Мікаса | Принцеса Мікаса | Принцеса Мікаса | Принцеса Мікаса |               |               | Асо Таро      | Асо Таро      | Асо Таро | Асо Таро | Асо Таро     | Асо Таро     |              |              | Тікако       | Тікако       | Тікако | Тікако | Тікако         | Тікако         |                |                | Судзукі Сюн'іті | Судзукі Сюн'іті | Судзукі Сюн'іті | Судзукі Сюн'іті | Судзукі Сюн'іті | Судзукі Сюн'іті |
| Принц Мікаса   | Принц Мікаса   | Принц Мікаса   | Принц Мікаса   | Принц Мікаса   | Принц Мікаса   |       |       | Принцеса Мікаса | Принцеса Мікаса | Принцеса Мікаса | Принцеса Мікаса | Принцеса Мікаса | Принцеса Мікаса |               |               | Асо Таро      | Асо Таро      | Асо Таро | Асо Таро | Асо Таро     | Асо Таро     |              |              | Тікако       | Тікако       | Тікако | Тікако | Тікако         | Тікако         |                |                | Судзукі Сюн'іті | Судзукі Сюн'іті | Судзукі Сюн'іті | Судзукі Сюн'іті | Судзукі Сюн'іті | Судзукі Сюн'іті |
|                |                |                |                |                |                |       |       |                 |                 |                 |                 |                 |                 |               |               |               |               |          |          |              |              |              |              |              |              |        |        |                |                |                |                |                 |                 |                 |                 |                 |                 |
|                |                |                |                |                |                |       |       |                 |                 |                 |                 |                 |                 |               |               |               |               |          |          |              |              |              |              |              |              |        |        |                |                |                |                |                 |                 |                 |                 |                 |                 |
| Принцеса Акіко | Принцеса Акіко | Принцеса Акіко | Принцеса Акіко | Принцеса Акіко | Принцеса Акіко |       |       | Принцеса Йоко   | Принцеса Йоко   | Принцеса Йоко   | Принцеса Йоко   | Принцеса Йоко   | Принцеса Йоко   |               |               |               |               |          |          |              |              |              |              |              |              |        |        |                |                |                |                |                 |                 |                 |                 |                 |                 |